# Мовчазний свідок
Мовчазний свідок (англ. Silent Witness) — британський детективний телесеріал BBC про судмедекспертів, який вийшов на екрани 21 лютого 1996 року.

## Синопсис
У телесеріалі відбуваються різні злочини, які блискуче розплутують співробітники правопорядку. Поліціянтам при розслідуванні вбивств допомагає команда судмедекспертів, які працюють у морзі 
Окрім праці команда судмедекспертів має й особисте життя, яке часто заважає їм повністю віддаватися їхній справі.
З першого по восьмий сезон головний персонаж телесеріалу — Саманта Раян (Аманда Бертон), з дев'ятого сезону — Ніккі Александер (Емілія Фокс).

## У ролях
Головні
- Аманда Бертон[en] — Сем Райан, лікарка патологоанатоминя. У третьому сезоні переїхала в Лондон, отримавши пропозицію викладати в університеті. У першій серії 8-го сезону   головна героїня покинула Лондон, отримавши звістки про те, що один з членів її сім'ї підозрюється у вбивстві.
- Емілія Фокс — Ніккі Александер, лікарка патологоанатоминя, яка з'являється у восьмому сезоні, щоб розрядити напружену ситуацію між Гаррі та Лео. Ніккі народилася в Південній Африці, але вважає Велику Британію своїм другим домом. Часто фліртує з колегами, з Гаррі її пов'язували романтичні відносини.
- Вільям Ґамінара[en] — Лео Далтон, лікар, згодом професора в університеті, після від'їзду до родичів Саманти Райан у 8-му сезоні.
- Том Ворд[en] — Гаррі Каннінґем, був учнем Саманти Райан та Лео Далтона. Згодом став патологоанатомом. У 15-му сезоні залишає працю патологоанатом, прийнявши пропозицію про роботу в Нью-Йорку.
- Девід Кейвз[en] — Джек Годжсон, криміналіст. Спочатку працював судмедекспертом поліції, розслідував вбивства. Лео запропонував йому працю в своєму центрі, щоб замінити Гаррі.
- Ліз Карр[en] — Кларисса Маллері, особистий лаборант Джека Годжсона.
- Річард Лінтерн[en] — Томас Чемберлен, судмедесксперт.
- Дженезіс Лінея[en] — Сімона Тайлер, судексперт-еколог.

Повторювані
- Вільям Армстронґ — Тревор Стюарт, патологоанатом.
- Джей Ґріффітс[en] — Джанет Мандер, психологиня яка допомагає поліції.
- Клер Гіґґінз — Гелен Фармер, інспекторка поліції.
- Сем Паркс — Фред Дейл, помічник Сем Райан.
- Вунмі Мосаку[en] — Чарлі Ґіббз, лаборантка.
- Метью Стір[en] — Рікі Райан, племінник Сем Райан.
- Джейн Газлґров[en] — Розмарі Мейсон.
- Даніель Вейман — Макс Торндіке, чоловік Кларисси Маллері.
- Джон Макґлінн[en] — Том Адамс, детектив-інспектор.
- Рут Ґеммелл — Керрі Кокс, детектив-констебль.
- Мік Форд[en] — Пітер Росс, детектив суперінтендант.
- Марк Летрен[en] — Роб Бредлі, детектив-сержант.
- Нік Редінґ[en] — Майкл Коннор, головний детектив-інспектор, друг Саманти Райан, з якою вони познайомилися ще під час навчання в медичному університеті.
- Нікола Редмонд —  Рейчел Селвей, детектив-інспектор.
- Теренс Корріґан — Нейл Дейл, поліціянт.
- Нома Думезвені — Ерін Джейкобс, детектив-сержант.
- Ідріс Ельба — Чарлі.
- Темзін Еджертон — Ганна Дункан.
- Лео Ґреґорі — Данієль.
- Олівер Монтґомері — адвокат.
- Саймон Шерлок — Річард Барретт.
- Едріан Роулінс — Алан Екерт.
- Фріма Аджимен — Мері Оґден.
- Лашана Лінч — Шона Бенсон.
- Беррі Джексон — Теренс Кросс.
- Філіп Ґленістер — Деннінґ.
- Річард Дерден[en] — Конор Годжсон.
- Деніел Вейман — Макс, чоловік Кларисси Маллері, судмедесксперт аналітик.

| Актор           | Персонаж         | Сезони            | Сезони            | Сезони            | Сезони            | Сезони            | Сезони            | Сезони            | Сезони            | Сезони            | Сезони            | Сезони            | Сезони            | Сезони            | Сезони            | Сезони            | Сезони            | Сезони            | Сезони            | Сезони            | Сезони            | Сезони            | Сезони            | Сезони            |
| Актор           | Персонаж         | 1                 | 2                 | 3                 | 4                 | 5                 | 6                 | 7                 | 8                 | 9                 | 10                | 11                | 12                | 13                | 14                | 15                | 16                | 17                | 18                | 19                | 20                | 21                | 22                | 23                |
| --------------- | ---------------- | ----------------- | ----------------- | ----------------- | ----------------- | ----------------- | ----------------- | ----------------- | ----------------- | ----------------- | ----------------- | ----------------- | ----------------- | ----------------- | ----------------- | ----------------- | ----------------- | ----------------- | ----------------- | ----------------- | ----------------- | ----------------- | ----------------- | ----------------- |
| Аманда Бертон   | Сем Райан        | Основний персонаж | Основний персонаж | Основний персонаж | Основний персонаж | Основний персонаж | Основний персонаж | Основний персонаж | Основний персонаж | Не з'являється    | Не з'являється    | Не з'являється    | Не з'являється    | Не з'являється    | Не з'являється    | Не з'являється    | Не з'являється    | Не з'являється    | Не з'являється    | Не з'являється    | Не з'являється    | Не з'являється    | Не з'являється    | Не з'являється    |
| Вільям Ґамінара | Лео Далтон       | Не з'являється    | Не з'являється    | Не з'являється    | Не з'являється    | Не з'являється    | Основний персонаж | Основний персонаж | Основний персонаж | Основний персонаж | Основний персонаж | Основний персонаж | Основний персонаж | Основний персонаж | Основний персонаж | Основний персонаж | Основний персонаж | Не з'являється    | Не з'являється    | Не з'являється    | Запрошена зірка   | Не з'являється    | Не з'являється    | Не з'являється    |
| Том Ворд        | Гаррі Каннінґем  | Не з'являється    | Не з'являється    | Не з'являється    | Не з'являється    | Не з'являється    | Основний персонаж | Основний персонаж | Основний персонаж | Основний персонаж | Основний персонаж | Основний персонаж | Основний персонаж | Основний персонаж | Основний персонаж | Основний персонаж | Не з'являється    | Не з'являється    | Не з'являється    | Не з'являється    | Не з'являється    | Не з'являється    | Не з'являється    | Не з'являється    |
| Емілія Фокс     | Ніккі Александер | Не з'являється    | Не з'являється    | Не з'являється    | Не з'являється    | Не з'являється    | Не з'являється    | Не з'являється    | Основний персонаж | Основний персонаж | Основний персонаж | Основний персонаж | Основний персонаж | Основний персонаж | Основний персонаж | Основний персонаж | Основний персонаж | Основний персонаж | Основний персонаж | Основний персонаж | Основний персонаж | Основний персонаж | Основний персонаж | Основний персонаж |
| Девід Кейвз     | Джек Годжсон     | Не з'являється    | Не з'являється    | Не з'являється    | Не з'являється    | Не з'являється    | Не з'являється    | Не з'являється    | Не з'являється    | Не з'являється    | Не з'являється    | Не з'являється    | Не з'являється    | Не з'являється    | Не з'являється    | Не з'являється    | Основний персонаж | Основний персонаж | Основний персонаж | Основний персонаж | Основний персонаж | Основний персонаж | Основний персонаж | Основний персонаж |
| Ліз Карр        | Кларисса Маллері | Не з'являється    | Не з'являється    | Не з'являється    | Не з'являється    | Не з'являється    | Не з'являється    | Не з'являється    | Не з'являється    | Не з'являється    | Не з'являється    | Не з'являється    | Не з'являється    | Не з'являється    | Не з'являється    | Не з'являється    | Основний персонаж | Основний персонаж | Основний персонаж | Основний персонаж | Основний персонаж | Основний персонаж | Основний персонаж | Основний персонаж |
| Річард Лінтерн  | Томас Чемберлен  | Не з'являється    | Не з'являється    | Не з'являється    | Не з'являється    | Не з'являється    | Не з'являється    | Не з'являється    | Не з'являється    | Не з'являється    | Не з'являється    | Не з'являється    | Не з'являється    | Не з'являється    | Не з'являється    | Не з'являється    | Не з'являється    | Основний персонаж | Основний персонаж | Основний персонаж | Основний персонаж | Основний персонаж | Основний персонаж | Основний персонаж |

## Сезони
| Сезон | Сезон | Епізоди | Початок показу  | Закінчення показу | Кількість глядачі у Великій Британії (млн) |
| ----- | ----- | ------- | --------------- | ----------------- | ------------------------------------------ |
|       | 1     | 8       | 21 лютого 1996  | 3 квітня 1996     | N/A                                        |
|       | 2     | 8       | 14 лютого 1997  | 11 квітня 1997    | N/A                                        |
|       | 3     | 8       | 19 березня 1998 | 24 квітня 1998    | N/A                                        |
|       | 4     | 6       | 30 травня 1999  | 16 червня 1999    | 9.27                                       |
|       | 5     | 6       | 11 грудня 2000  | 20 березня 2001   | 8.78                                       |
|       | 6     | 8       | 28 вересня 2002 | 27 жовтня 2002    | 7.79                                       |
|       | 7     | 8       | 11 жовтня 2003  | 2 листопада 2003  | 7.79                                       |
|       | 8     | 8       | 5 вересня 2004  | 26 вересня 2004   | 7.43                                       |
|       | 9     | 8       | 25 липня 2005   | 16 серпня 2005    | 6.89                                       |
|       | 10    | 10      | 16 липня 2006   | 14 серпня 2006    | 6.87                                       |
|       | 11    | 10      | 28 серпня 2007  | 25 вересня 2007   | 6.49                                       |
|       | 12    | 12      | 1 жовтня 2008   | 6 листопада 2008  | 6.32                                       |
|       | 13    | 10      | 7 січня 2010    | 5 лютого 2010     | 7.46                                       |
|       | 14    | 10      | 3 січня 2011    | 1 лютого 2011     | 7.97                                       |
|       | 15    | 12      | 1 квітня 2012   | 20 серпня 2012    | 6.59                                       |
|       | 16    | 10      | 10 січня 2013   | 8 лютого 2013     | 7.24                                       |
|       | 17    | 10      | 2 січня 2014    | 31 січня 2014     | 7.38                                       |
|       | 18    | 10      | 6 січня 2015    | 3 лютого 2015     | 8.82                                       |
|       | 19    | 10      | 4 січня 2016    | 2 лютого 2016     | 9.09                                       |
|       | 20    | 10      | 2 січня 2017    | 31 січня 2017     | 8.92                                       |
|       | 21    | 10      | 8 січня 2018    | 7 лютого 2018     | 8.75                                       |
|       | 22    | 10      | 8 січня 2019    | 5 лютого 2019     | 8.61                                       |
|       | 23    | 10      | 7 січня 2020    | 4 лютого 2020     | 8.47                                       |
|       | 24    | 10      | 6 вересня 2021  | 5 жовтня 2021     | 7.28                                       |
|       | 25    | 6       | 23 травня 2022  | 7 червня 2022     | 6.33                                       |
|       | 26    | 10      | 2 січня 2023    | 31 січня 2023     | 6.36                                       |